# Mistrzostwa Polski w Skokach Narciarskich 1977
52. Mistrzostwa Polski w Skokach Narciarskich – zawody o mistrzostwo Polski w skokach narciarskich, które odbyły się w dniach 3-5 lutego 1977 roku na skoczni Skalite w Szczyrku i Malinka w Wiśle.
W konkursie indywidualnym na skoczni normalnej zwyciężył Janusz Waluś, srebrny medal zdobył Stanisław Bobak, a brązowy – Tadeusz Pawlusiak. Na dużym obiekcie najlepszy okazał się Bobak przed Pawlusiakiem i Walusiem.

## Wyniki

### Konkurs indywidualny na normalnej skoczni (Szczyrk, 03.02.1977)
| Miejsce | Zawodnik              | Klub               | Skok 1 | Skok 2 | Punkty |
| ------- | --------------------- | ------------------ | ------ | ------ | ------ |
| 1.      | Janusz Waluś          | BBTS Bielsko-Biała | 80,5   | 78,5   | 234,3  |
| 2.      | Stanisław Bobak       | WKS Zakopane       | 77,0   | 80,5   | 232,4  |
| 3.      | Tadeusz Pawlusiak     | BBTS Bielsko-Biała | 76,0   | 78,5   | 227,6  |
| 4.      | Kazimierz Długopolski | Start Zakopane     | 75,5   | 76,5   | 218,0  |
| 5.      | Józef Pawlusiak       | WKS Zakopane       | 77,5   | 76,5   | 216,5  |
| 6.      | Józef Tajner          | WKS Zakopane       | 75,0   | 72,0   | 205,7  |
| 7.      | Stefan Hula           | BBTS Bielsko-Biała | 75,5   | 72,0   | 205,4  |
| 8.      | Apoloniusz Tajner     | ROW Rybnik         | 73,0   | 72,0   | 205,2  |

W konkursie wzięło udział 60 zawodników.

### Konkurs indywidualny na dużej skoczni (Wisła, 05.02.1977)
| Miejsce | Zawodnik              | Klub                 | Skok 1 | Skok 2 | Punkty |
| ------- | --------------------- | -------------------- | ------ | ------ | ------ |
| 1.      | Stanisław Bobak       | WKS Zakopane         | 96,0   | 90,5   | 242,9  |
| 2.      | Tadeusz Pawlusiak     | BBTS Bielsko-Biała   | 91,0   | 90,5   | 232,9  |
| 3.      | Janusz Waluś          | BBTS Bielsko-Biała   | 85,0   | 91,0   | 223,2  |
| 4.      | Józef Tajner          | WKS Zakopane         | 84,5   | 87,0   | 214,9  |
| 5.      | Aleksander Stołowski  | Podhale Nowy Targ    | 85,5   | 82,5   | 209,5  |
| 6.      | Andrzej Zarycki       | LKS Poroniec Poronin | 82,5   | 85,5   | 207,8  |
| 7.      | Adam Krzysztofiak     | SNPTT Zakopane       | 84,0   | 81,0   | 204,3  |
| 8.      | Kazimierz Długopolski | Start Zakopane       | 84,5   | 80,5   | 203,8  |

W konkursie wzięło udział 42 zawodników.